# Khoisan
 Der er for få eller ingen kildehenvisninger i denne artikel, hvilket er et problem. Du kan hjælpe ved at angive troværdige kilder til de påstande, som fremføres i artiklen.

Khoisan er et fællesnavn for to betydelige etniske grupper i det sydlige Afrika. I begyndelsen af ældste stenalder bosatte jæger- og buskmandskulturer kendt som sangoan det sydlige Afrika i områder, hvor nedbøren var mindre end 1000 mm, og dagens buskmænd og khoi minder om de antikke benrester efter sangoan. De to grupper deler fysiske og lingvistiske karakteristikker, og det ser ud til at khoi skilte sig ud fra buskmænd ved at adoptere nærliggende bantu-gruppers praksis med at opdrætte kvæg og geder. Khoisan-folket var de oprindelige indbyggere i store dele af det sydlige Afrika før bantu–migrationen, som kom ned langs øst– og vestkysten af Afrika og senere europæisk kolonisering.
Kulturelt set er de delt i jægerne og buskmændene og hyrderne khoikhoi. Khoikhoi blev tidligere kaldt hottentotter, efter nederlandsk. Udtrykket hottentot opleves imidlertid stødende af enkelte. Khoisan-sprogene er kendte for deres klikkende konsonanter.

## se også
Buskmænd